# Antoine Samuel Adam-Salomon

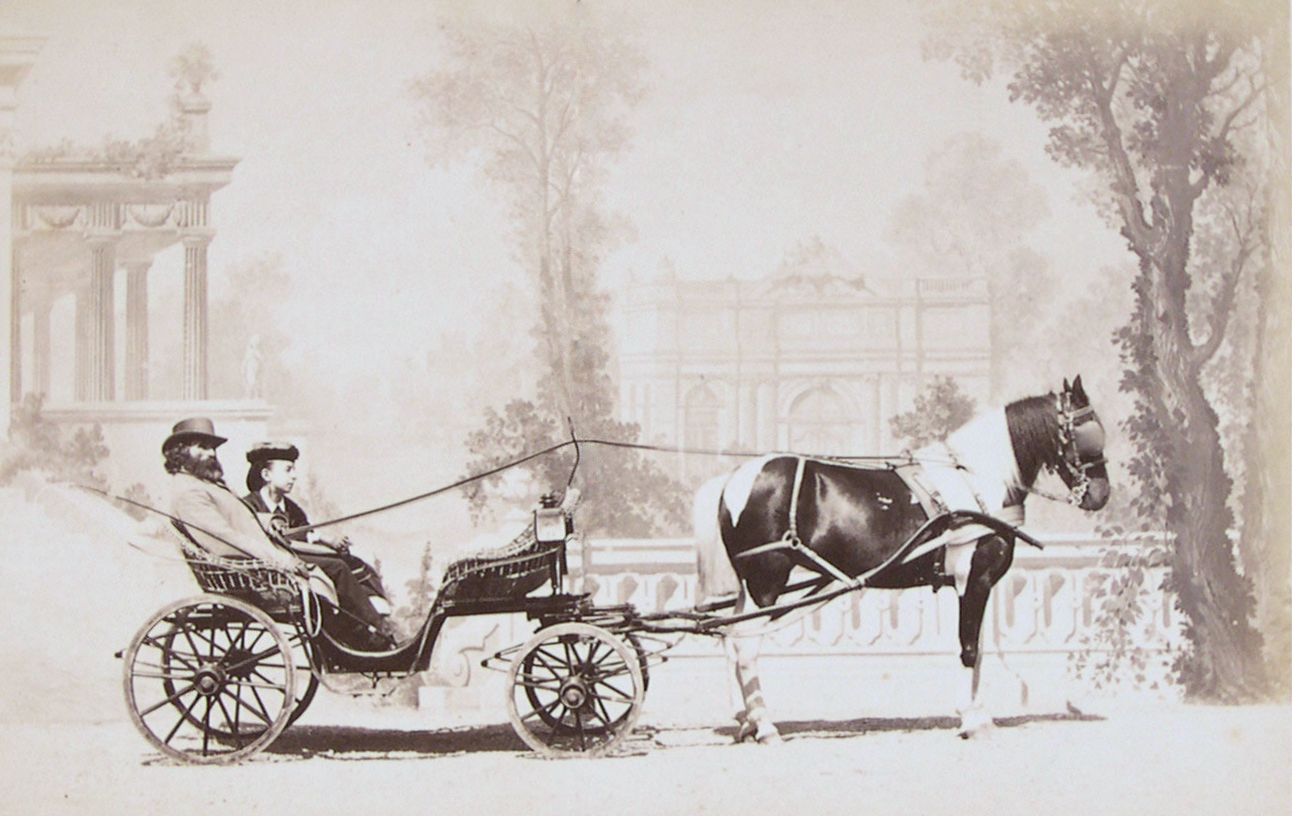
Louis-Jean Delton: Monsieur Adam Salomon, asi 1867, Philadelphia Museum of Art

Antoine Samuel Adam-Salomon (9. ledna 1818 – 29. dubna 1881) byl francouzský sochař a průkopník v oboru fotografie se sídlem v Paříži, Francie. Zabýval se portrétní fotografií.

## Začátek kariéry
Po krátké kariéře modeláře pro keramický závod Jacoba Petita ve Fontainebleau, přijal oficiální stipendium ke studiu sochařství v Paříži, cestoval po Švýcarsku a Anglii. Mezi jeho pozoruhodné sochy patří busty Victora Cousina, Odilona Barrota, Pierre-Jeana de Bérangera, Alphonse de Lamartina, Gioacchina Rossiniho a Marie Antoinetty.

## Fotografie
Později se Adam-Salomon stal významným portrétním fotografem po studiích u portrétisty Franze Hanfstaengla v Mnichově v roce 1858. Adam-Salomon si otevřel vlastní portrétní ateliér v Paříži v roce 1859 a v roce 1865 otevřel v Paříži druhý. Jeho rukopis se velmi podobal rukopisu Franze Hanfstaengla, oba fotografové na snímcích při komponování v ateliéru využívají sloupu, drapérií v podobě visích látek nebo ležících ubrusů. U obou jsou oblíbené nařasené látky nebo pláště, které zabírají velkou část snímku.
V roce 1870 se stal členem Société française de photographie a téhož roku získal Řád čestné legie. Jeho portrétní fotografie byly považovány za jedny z nejlepších příkladů během jeho celého života, byly známé svým šerosvitem dosaženým pomocí speciální osvětlovací techniky.

### Přijetí fotografie jako umění
Fotografie Adama-Salomona hrála rozhodující roli v hlavním proudu přijetí fotografie jako umělecké formy. Například v roce 1858 básník Alphonse de Lamartine o fotografii napsal: „...tento náhodný vynález nikdy nebude uměním, ale pouze plagiátorstvím přírody přes čočku.“ Krátce poté, co viděl fotografické dílo Adama-Solomona, Lamartine své tvrzení odvolal.

### Kritická chvála
Odebírání jeho prací francouzským tiskem v porovnání s Félixem Nadarem vychází v poměru deset ku jedné. Po Světové výstavě v Paříži roku 1867 popsal magazín London Times Salomonovy obrazy jako „bezkonkurenční“, „výtečné“ a „nejkrásnější fotografické portréty na světě“.

Ve vydání almanachu British Journal of Photography 1868, editor J. Traill Taylor napsal: 
Důležitým zjištěním loňského roku bylo to, že M. Adams-Salomon, pařížský fotograf, vyrobil portréty tak vysoce kvalitní, aby nám ukázal pravé možnosti fotografování, a kolik nám ještě zbývá k překonání podobné dokonalosti s uplatněním na díla našich průměrných umělců. Není však zdaleka příjemné vědět, že jsme tak daleko za Pařížany; ale věřit, jako třeba v tomto případě, že znalost této skutečnosti bez pochyby probudí v anglických umělcích touhu odstranit jejich nedostatky, a zejména naznačí směr pokroku, který musí být proveden.

### Vybraná díla

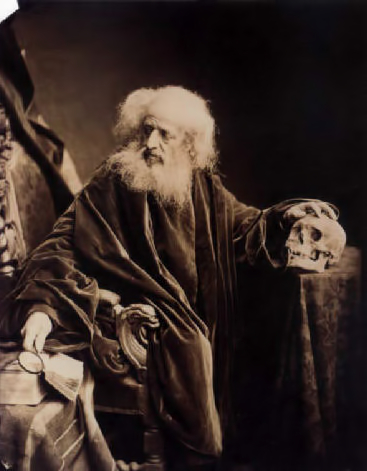
Filosof
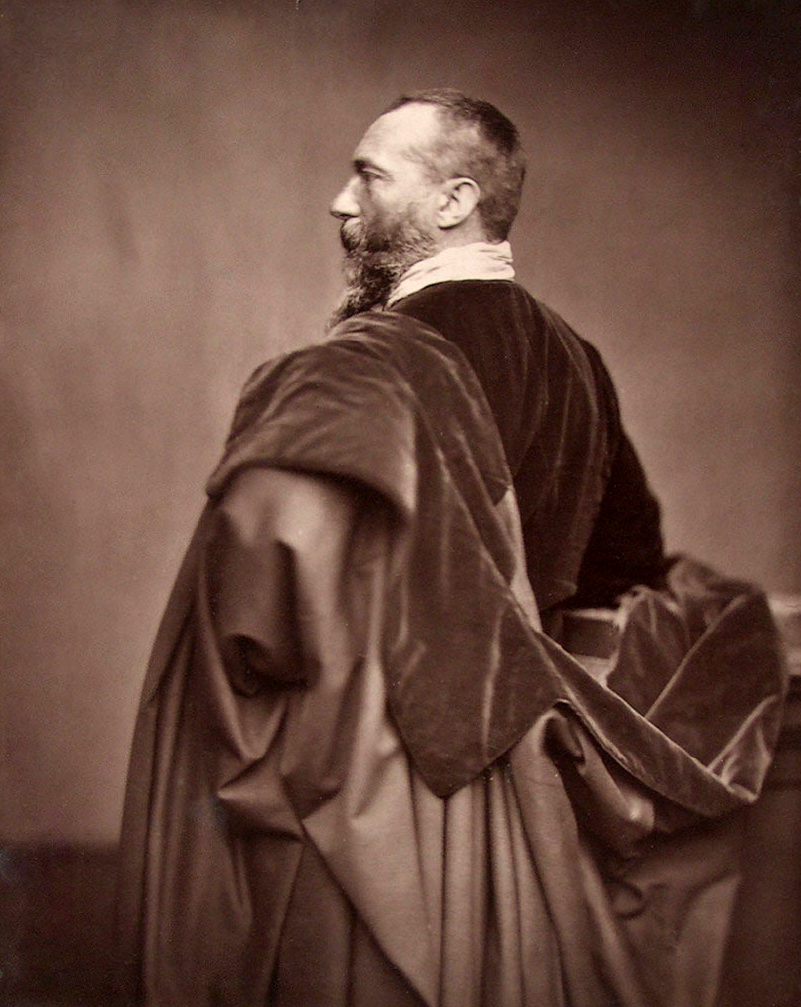
Alphonse Karr, francouzský kritik, novinář a romanopisec
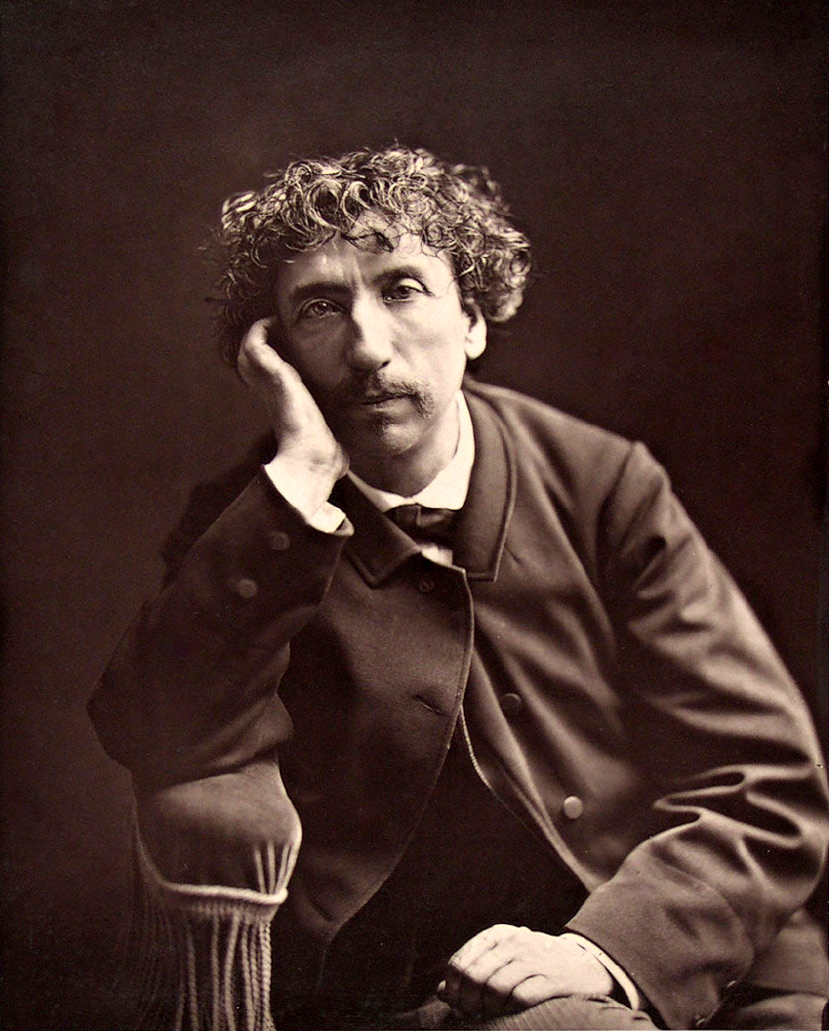
Charles Garnier, francouzský architekt.
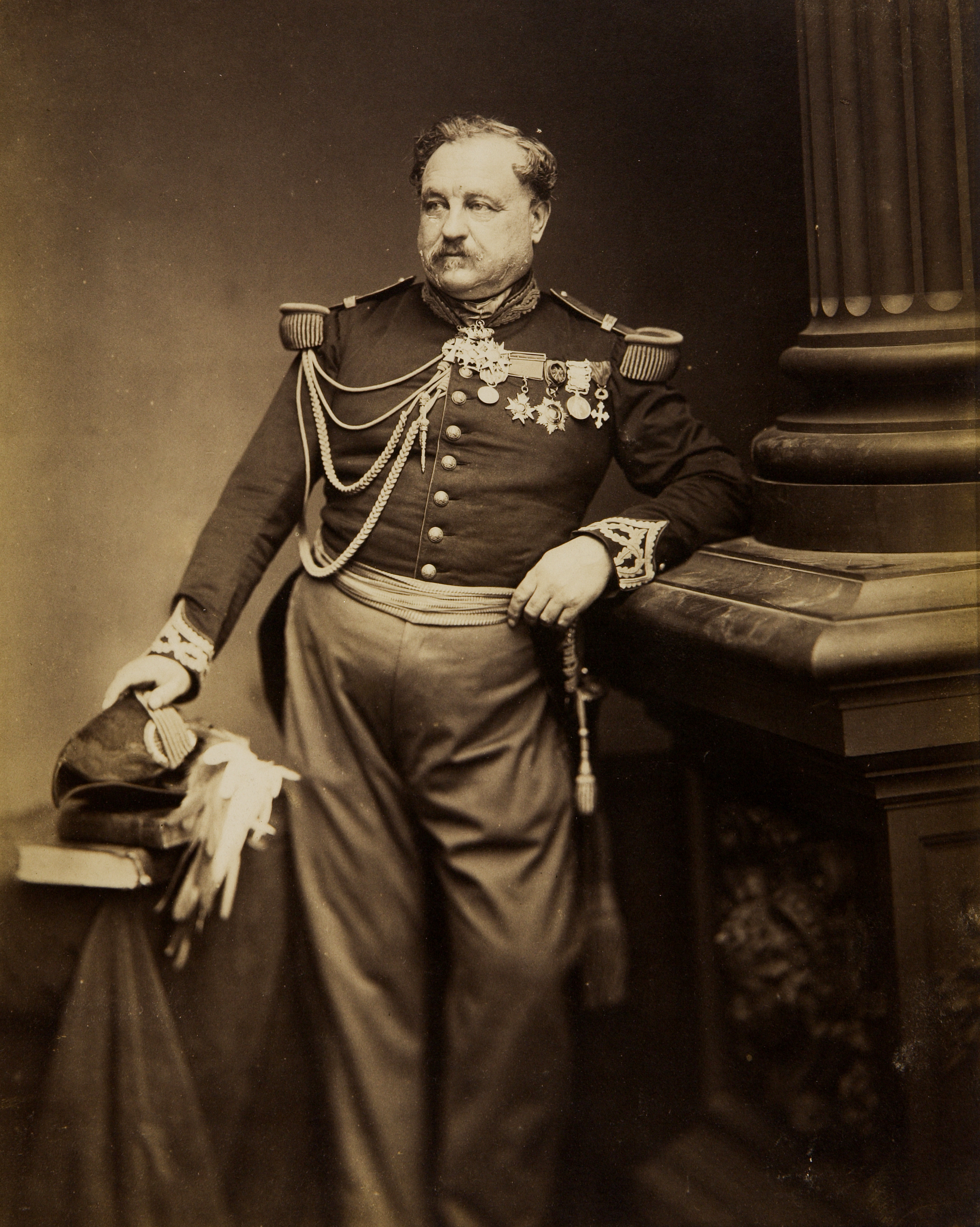
Popsaný jako "Generál Giroflore", identita neznámá
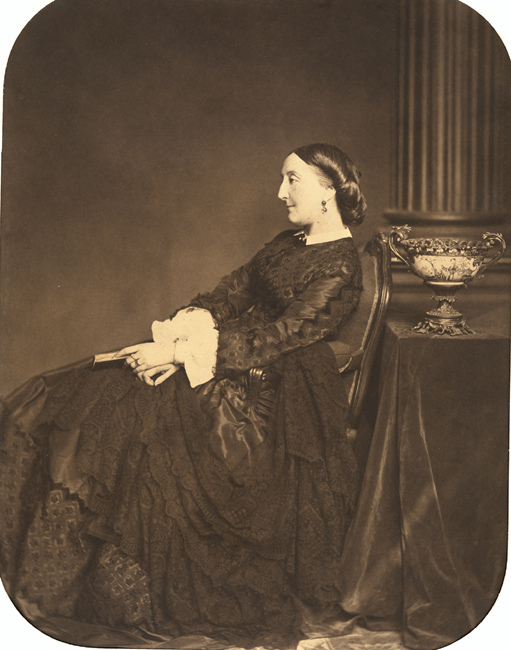
Madame De La Rochefoucauld
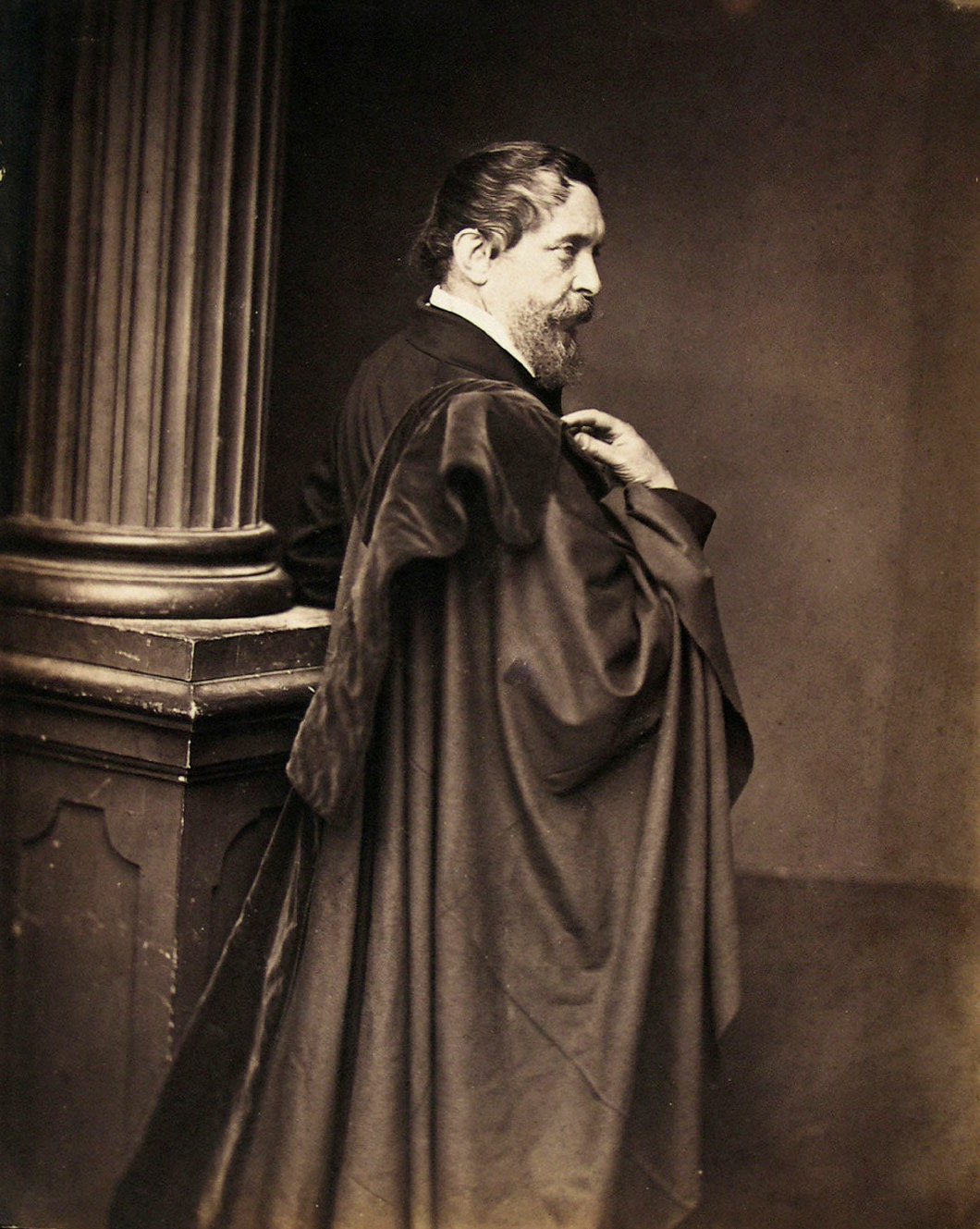
Lajos Kossuth, asi 1859
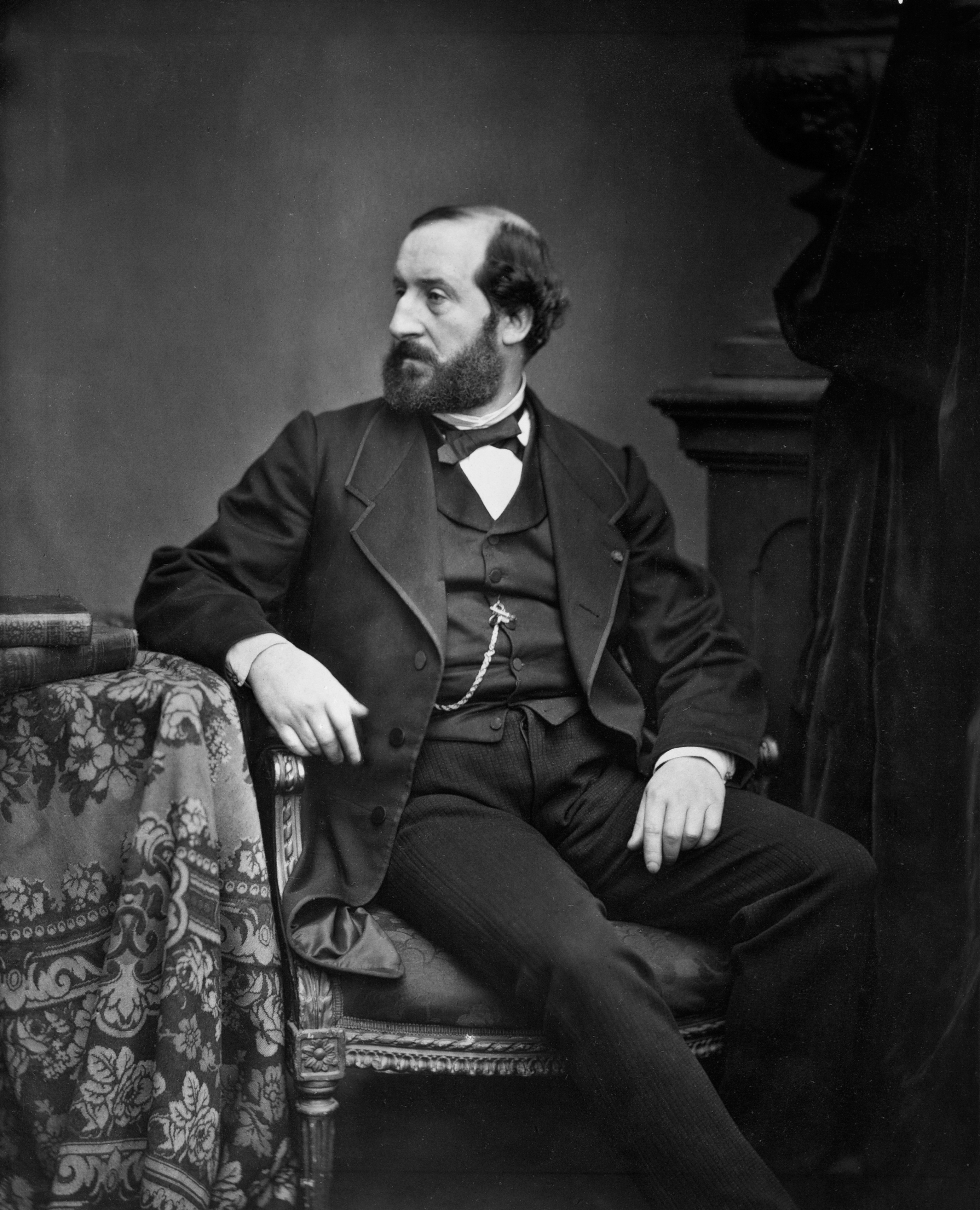
Émile Augier, asi 1870
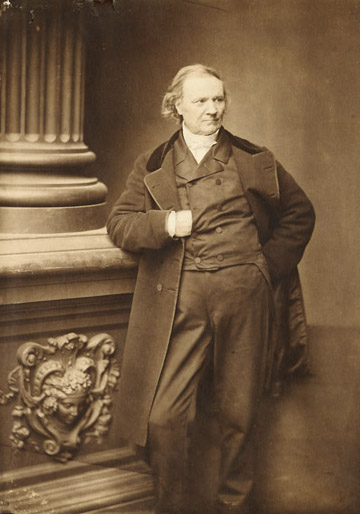
Pierre Marie de Saint-Georges (1795–1848)